# 트랙터블 작전
트랙터블 작전(영어: Operation Tractable)은 제2차 세계 대전의 오버로드 작전 당시 영국 전차여단의 지원을 받은 폴란드와 캐나다 군대가 가한 마지막 공세 작전이었다. 이 작전의 주요 목표는 프랑스 북쪽에 있는 전략적으로 중요한 팔레즈와 작은 마을인 트러와 샹부아를 점령하는 것이었다. 제2차 세계 대전 당시 서부 전선에서 가장 큰 포위망에서 웨스트히어의 B 집단군에 맞선 이 작전을 영국 기갑여단 및 폴란드 제1기갑사단과 함께 제1캐나다군이 맡았다. 작전이 느리게 시작되었고 팔레즈 북쪽에서의 제한적인 승리에도 불구하고, 폴란드 제1기갑사단은 샹부아로 진격하는 동안 새로운 전술을 사용하여 팔레즈 포위망을 1944년 8월 19일까지 부분적으로 폐쇄할 수 있었다. 이 포위망이 폐쇄되면서 150,000여 명의 독일군이 포위망에 갇혔다.
팔레즈 포위망의 폐쇄되지 않은 가장 좁은 지역은 몇 백 m 밖에 되지 않았지만, 남아있는 독일 제2SS기갑군단의 반격으로 262고지 일대에서 전투가 벌어지면서 수천 명의 독일군이 이 포위망을 빠져나갔다. 약 이틀 동안의 전투 동안 폴란드 제1기갑사단은 독일군의 반격을 막아냈고, 독일군 사단들을 육탄전으로 격파했다. 1944년 8월 21일 제1캐나다군이 262고지의 폴란드군을 지원하고 미국 제3군과 포위망을 연결하여 포위망을 닫음으로써 트랙터블 작전은 끝나게 되었다.

## 배경
1944년 7월 25일 코브라 작전 이후 오버로드 작전에서 미국 제1군과 미국 제3군이 해안 교두보를 돌파한 이후, 아돌프 히틀러는 연합군에 대한 반격을 명령했다.(뤼티히 작전) 미국 제12집단군 사령관인 오마 브래들리 중장은 울트라를 통해 해독된 신호를 통해 반격을 통보받았고,  반격을 물리치고 가능한 한 많은 독일 국방군을 포위할 준비를 했다. 1944년 8월 7일 뤼티히 작전은 실패로 끝났고, 독일 제7군의 일부는 노르망디에서 연합군의 진격으로 더욱 포위되었다.
뤼티히 작전의 실패로 영연방군의 목표는 팔레즈가 되었는데, 이는 팔레즈를 점령하면 원수 귄터 폰 클루게가 이끄는 B 집단군 전체를 봉쇄할 수 있었기 때문이었다. 이를 위해 제1캐나다군의 새로운 사령관이었던 해리 크레러와 제2캐나다군단을 지휘하는 가이 시먼즈 중장은 영국-캐나다군의 합동 공세인 토털라이즈 작전을 계획했다. 이 공격은 노르망디 전선의 영국-캐나다 구역에 있는 독일군의 방어선을 돌파하는 것이 주요 목표였다. 8월 8일 미국의 중폭격기가 지원하는 가운데, 독일군 방어선을 돌파하기 위해 새로 개발된 캥거루 장갑차를 이용하여 영국-캐나다 연합군은 이례적으로 야간 공격을 개시하였다. 베리에르 능선과 신토 근처에서 처음에 승리했음에도 불구하고, 캐나다군의 공세는 8월 9일 지연되었고, 독일군의 강력한 반격으로 인해 캐나다군과 폴란드군의 기갑사단과 보병사단에서 많은 사상자가 발생했다. 8월 10일 캐나다군은 195고지에 도달했지만, 독일군의 방어선을 돌파하기 위해 새로운 작전을 마련해야 했다.

## 서막

### 전술

토털라이즈 작전과 트랙터블 작전 지도

트랙터블 작전은 토털라이즈 작전에서 배운 교훈을 통합했는데, 특히 기계화 보병 부대의 효과와 중폭격기의 전술 폭격이 그러했다. 트래커블은 주간 공격이었고, 초기 폭격으로 독일군의 방어를 약화시킨 뒤, 제4캐나다기갑사단이 195고지 서쪽 측면에서 진격하는 동안 제3캐나다보병사단은 제2캐나다기갑여단을 지원하며 동쪽 측면에서 공격할 예정이었다. 캐나다군의 진격은 캐나다 포병대가 만든 큰 연막에 의해 보호될 예정이었다. 버나드 몽고메리 원수는 캐나다군이 8월 14일 자정까지 팔레즈를 장악하기를 희망했다. 필레즈를 장악하면 제1캐나다군 예하 3개 부대가 약 10,000명의 병력을 보유한 폴란드 제1기갑사단의 지원을 받아 팔레즈에서 동쪽으로 18km 떨어진 트러로 진격할 예정이었다.  트러 장악 이후, 캐나다군은 샹부아에서 미국 제3군과 연결하여 팔레즈 포위망을 완전히 봉쇄할 수 있었다.
팔레즈로 가는 도로를 방어하던 독일군은 2개의 보병사단 잔여병을 포함한 제12SS기갑사단 히틀러유겐트였고, 팔레즈 포위망에는 약 350,000명의 독일군이 있었다. 데스테는 기습이 이뤄졌다면 캐나다군은 빠른 돌파에 성공했을 것이라고 추측한다. 8월 13일/14일 밤, 한 캐나다 장교가 사단 본부 사이를 오가다 길을 잃었고, 그는 독일군 전선으로 돌진하여 즉사했다. 독일인들은 캐나다 장교의 시신에서 시먼즈가 내린 명령의 사본을 발견했다. 그 결과, 제12SS기갑사단은 8.8 cm PaK 43 12문과 500명의 척탄병, 그리고 전차 15대를 포함한 남은 병력의 대부분을  연합군의 예상 공격로를 따라 배치했다.

## 전투

### 팔레즈로의 진격

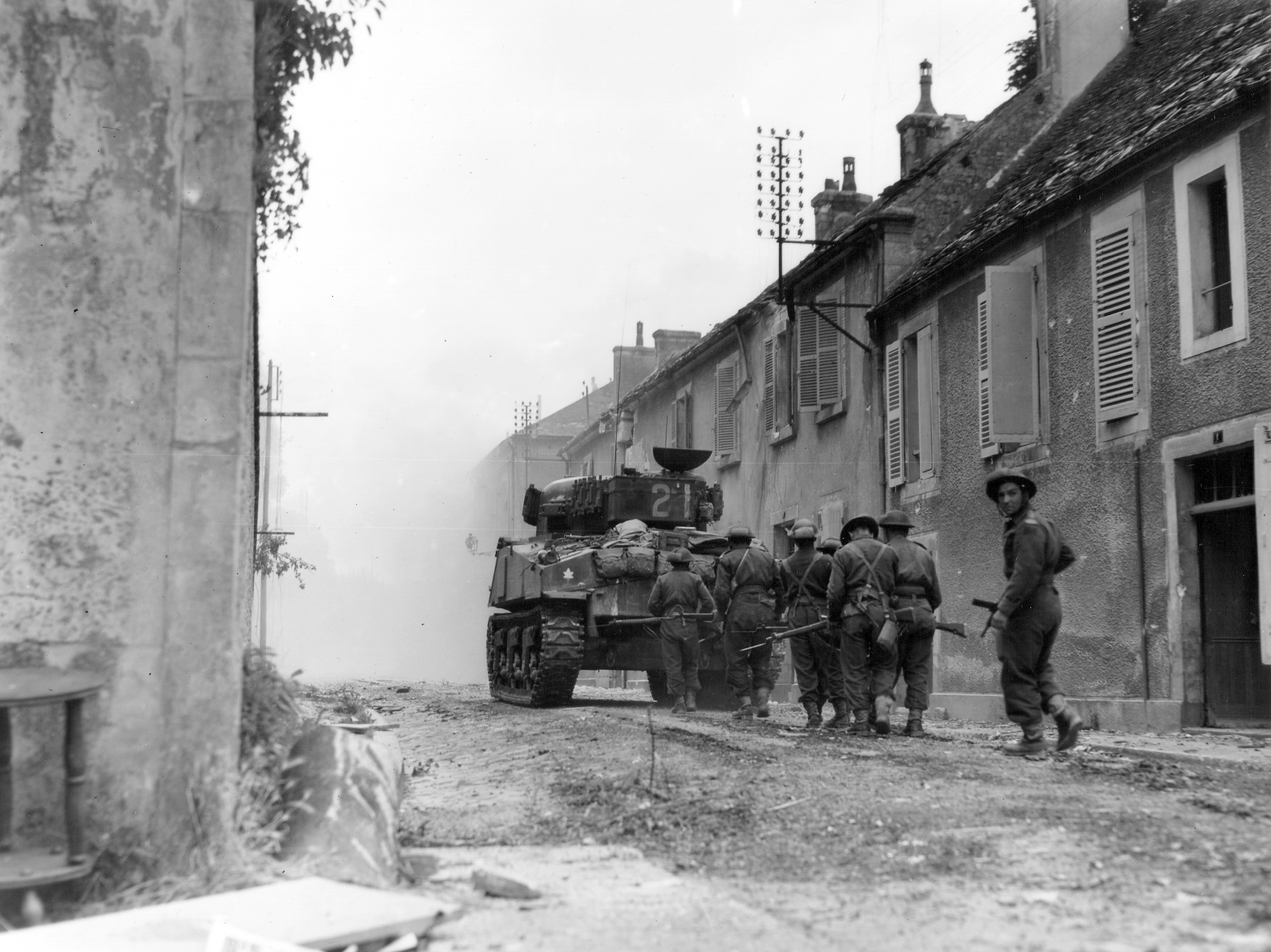
팔레즈에서 기갑 부대의 지원을 받으며 진격 중인 캐나다군

트랙터블 작전은 8월 14일 12시에 왕립공군 폭격기사령부의 아브로 랭커스터와 핸들리 페이지 핼리팩스 중폭격기 800대가 전선의 독일군 진지를 공격하면서 시작되었다. 토털라이즈 작전 때처럼, 많은 폭격기들이 실수로 그들의 목표물보다 앞선 곳에 폭탄을 떨어뜨려 400명의 폴란드인과 캐나다인 사상자를 냈다. 캐나다군 2개 사단은 포병대의 매연으로 엄호를 받으며 전진했다. 시야가 좁아졌지만, 제4캐나다기갑사단이 팔레즈를 향해 남쪽으로 이동하는 동안 독일군은 여전히 제4캐나다기갑사단에 심각한 피해를 입혔고, 이 중에는 기갑여단 여단장이었던 레슬리 부스도 포함되었다. 8월 14일 하루 동안, 제4캐나다기갑사단과 폴란드 제1기갑사단은 지속적인 공격으로 레종강을 건널 수 있었다. 독일 제102SS중전차대대가 디브강을 건너는 제한된 교차로를 이용해 반격했다. 폴란드군은 8월 14일 오후 포티니를 점령했다. 8월 14일 제3캐나다사단과 제4캐나다사단은 팔레즈 바로 북쪽에 있는 159고지에 도달했지만, 팔레즈 마을 안으로 진입할 수 없었다. 공세를 강화하기 위해 시먼즈는 병력 강화를 통해 그의 사단이 팔레즈를 점령할 수 있기를 희망하며 제2캐나다보병사단을 전선에 배치했다.
작전 첫날의 진행은 예상보다 늦었지만, 트랙터블 작전은 8월 15일에 재개되었고, 두 개의 기갑사단 모두 팔레즈를 향해 남동쪽으로 진격했다. 제2캐나다기갑여단의 지원을 받은 제2캐나다사단과 제3캐나다사단은 팔레즈를 향해 남쪽으로 계속 진격했다. 치열한 전투 끝에 제4기갑사단은 술라지를 점령했지만, 독일군의 강력한 저항으로 트러로 돌파할 수 없었기 때문에 소득은 미미했다. 8월 16일, 제2캐나다사단은 팔레즈로 진입했고 무장친위대의 저항을 조금 받았지만, 독일군 보병 소대를 흩뜨렸다. 팔레즈 내 모든 독일군 저항군을 소탕하는 데 이틀이 더 걸렸지만 트랙터블 작전의 첫 번째 주요 목표는 달성되었고, 시먼즈는 팔레즈 포위망을 닫기 위한 트러로의 새로운 공세를 위해 그의 기갑 부대 다수를 재배치하기 시작했다.

### 트러 및 샹부아로의 진격
8월 16일 트러와 샹부아에 맞선 공격을 준비하기 위한 예비 공격과 함께 폴란드군과 캐나다 기갑사단들이 트러로 진격하기 시작했다. 8월 17일 캐나다 제1군의 기갑사단들은 모두 전진했다. 8월 17일 오후, 폴란드 제1기갑사단은 제12SS기갑사단의 측면을 포위했고, 몇몇 폴란드 부대는 제4기갑사단의 목표에 도달해 트러 북서쪽으로 교두보를 확장했다. 폴란드 제1기갑사단장이었던 스타니스와프 마체크는 예하 부대를 기갑연대 1개와 보병대대 1개로 구성된 3개의 전투단으로 나누었다. 마체크의 전투단 중 하나가 남서쪽으로 진격해 트러를 차단한 뒤 트러와 디브강이 내려다보이는 고지를 점령했고, 이 덕분에 제4캐나다기갑사단은 트러에 공격을 가할 수 있었다. 연합군은 8월 18일 트러를 점령했다.
트러를 점령한 뒤, 마체크의 두 번째 기갑전투단이 남동쪽으로 기동해 샴푸쉬흐삭트를 점령하고 향후 있을 샹부아에 대한 공격을 위해 샴푸쉬흐삭트에 주둔했다. 이 때 캐나다-폴란드 연합군의 전선은 미국 제5군단이 점령한 마을로부터 6km 정도 떨어져 있었다. 8월 18일 저녁 마체크의 모든 전투단이 샹부아 북쪽에 진지를 마련했다. 전투단은 각각 샹부아 마을 외곽, 262고지 기슭, 그리고 비무티에 인근에 진지를 세웠다. 캐나다 제4기갑사단에서 지원군이 빠르게 도착하면서 마체크는 팔레즈 포위망을 메우기에 이상적인 위치에 있었고, 발터 모델은 폴란드 제1기갑사단의 주둔을 경계하며 틈을 열어둘 필요가 있다고 생각하게 되었다.

8월 19일, 가이 시먼즈 중장은 예하 사단장들과 만나 팔레즈 포위망 봉쇄를 마무리 짓기 위한 계획을 세웠다. 폴란드 제1기갑사단 소속 2개 전투단의 왼쪽 측면에서 제4캐나다기갑사단이 샹부아 방향으로 진격할 예정이었다. 공격의 오른쪽을 방어하기 위해 폴란드 전투단 2개가 추가로 동쪽으로 진격해 262고지를 점령할 예정이었다. 제2캐나다사단과 제3캐나다사단은 팔레즈 포위망 북쪽 끝에 있는 독일군을 분쇄하는 작전을 계속 하여 남아있는 제12SS기갑사단에게 피해를 입힐 예정이었다. 회의가 끝나자마자 작전은 재개되었다. 폴란드 제1기갑사단의 전투단 1개가 제4기갑사단의 '커리 특수임무부대'의 지원을 받으며 샹부아로 진격했고, 동시에 폴란드 전투단 2개가 262고지로 진격했다. 독일군의 강력한 저항에도 불구하고 폴란드 제1기갑사단 소속 즈고르젤스키 전투단이 262고지 서측에 있는 137고지를 점령하는데 성공했다.  8월 19일 오후 스테파노비츠 전투단이 262고지를 점령했다. 이 두 전투로, 폴란드군의 사상자는 캐나다 제1군이 입은 사상자의 거의 50%를 차지했다.
8월 19일 늦은 오후, 캐나다군과 폴란드군은 샹부아에 이미 주둔하고 있던 미국 제80보병사단 그리고 미국 제90보병사단과 만났고, 이로서 팔레즈 포위망은 봉쇄되었다. 포위망이 봉쇄되자 제2SS기갑군단은 포위망을 돌파하기 위해 262고지에 있던 폴란드군을 향해 반격을 개시했다.

### 독일군 반격

토론토 대학교 출판사의 <Fields of Fire: The Canadians in Normandy>에 기반하여 만든 지도. 1944년 8월 20일 팔레즈 포위망에서 연합군 및 독일군의 위치를 보여주고 있다. 붉은색 화살표는 캐나다군의 이동 경로, 겨자색 화살표는 독일 국방군의 이동 경로를 의미한다. 빨간 점선은 연합군의 전선이다.

8월 20일, 제2SS기갑사단 다스 라이히와 제9SS기갑사단 호엔슈타우펜이 262고지에 있던 폴란드군을 공격했다. 동시에 제16보병사단과 제12SS기갑사단이 팔레즈 포위망 안에 있는 미군과 캐나다군을 공격해 연합군의 거점에 좁은 틈을 만들었다. 제2강하엽병사단의 잔병 2,000명이 디브강을 따라 세운 캐나다군의 거점과 117고지를 돌파할 수 있었다. 제10SS기갑사단 프룬츠베르크와 제12SS기갑사단, 그리고 제116기갑사단의 부대들도 이 지역을 통해 돌파하려고 했다.
데이비드 비비안 커리가 지휘하는 사우스앨버타 연대와 캐나다 아르길 서덜랜드 연대에서 차출된 기갑전투단의 증원군이 생람베르쉬르디브에 도착해 포위망을 돌파하려는 독일군을 저지했다. 생람베르 일대에서 커리 전투단은 독일군의 파상공세를 격퇴했다. 이 과정에서 독일군 전차 7대와 8.8cm 대전차포 12문, 독일군 차량 40대가 파괴되었고, 독일군에서는 300명의 사망자, 1,100명의 부상자를 비롯해 총 2,000여 명의 사상자가 발생했다. 8월 20일 저녁 엘펠드가 이끄는 독일 제84군단의 패잔병들이 샹부아 인근의 미국-캐나다군에게 항복했다. 생람베르쉬르메르 전투에서 세운 공로 덕분에 데이비드 비비안 커리는 빅토리아 훈장을 받았으며, 노르망디 전역에서 복무한 캐나다 군인 중 빅토리아 훈장을 받은 사람은 데이비드 커리가 유일하다.
커리의 캐나다군이 생람베르 외곽에서 독일군을 저지하는 동안, 마체크의 폴란드 제1기갑사단의 2개 전투단은 독일군 2개 사단과 262고지에서 교전했다. 19일 밤 내내 폴란드군은 262고지로 접근할 수 있는 남쪽, 남서쪽, 북동쪽의 도로를 따라 참호를 구축했다. 몽오르멜 남쪽에서 독일군 부대는 "죽음의 협곡"이라 불리는 지역을 따라 이동했는데, 이 지역에 이 별명이 붙은 이유는 폴란드군이 정확한 포격으로 몽오르멜으로 이동하는 독일군에게 큰 피해를 입혔기 때문이었다. 262고지에 있던 폴란드군은 제2캐나다군집단 왕립포병대대 제4중연대 제58포대의 지원을 받고 있었으며, 피에르 세비니가 관측장교로 도움을 주었다.
북동쪽에서 제2SS기갑사단이 262고지에 있는 폴란드 제1기갑사단 예하 부대들을 공격하기로 계획했다. 제9SS기갑사단이 262고지 북쪽을 공격하면서 동시에 캐나다군 부대들이 폴란드군을 지원하지 못하도록 막을 예정이었다. 이 외에도 팔레즈 포위망을 돌파한 제10SS기갑사단, 제12SS기갑사단, 그리고 제116기갑사단이 262고지 남서쪽에 공격을 준비했다. 독일 국방군 사단들은 몽오르멜과 262고지의 폴란드군을 소탕하면 팔레즈 포위망을 완전히 돌파할 수 있을 것이라고 판단했다.
262고지에서의 전투는 3일 동안 이어졌다. 8월 20일 제2SS기갑사단의 총통연대가 폴란드군에 첫 공격을 가했고 폴란드군은 독일군의 공격을 격퇴했지만, 이 공격으로 폴란드군의 탄약 수가 부족해졌다. 독일군의 두 번째 공격에서 폴란드군의 셔먼 전차 5대가 파괴되었고, 제1SS기갑사단의 기갑연대와 제3강하엽병사단이 팔레즈 포위망에서 몽오르멜을 향해 진격했다. 폴란드군은 포격으로 제1SS기갑사단의 기갑연대와 제3강하엽병사단의 공격을 막아냈다. 몽오르멜 남서쪽에서의 공격이 저지되자 제2SS기갑사단이 북동쪽에서 몽오르멜로 진격해 제3강하엽병사단을 통과하여 포위망 사이에 새로운 통로를 만들었고, 8월 20일 정오 이 통로를 통해 약 10,000명의 독일군이 포위망을 빠져나갔다.  독일군의 병력 수가 더 우위였음에도 불구하고, 폴란드군은 몽오르멜로 진격하는 독일군에게 포격으로 큰 피해를 입히며 독일군의 공격을 잘 막아냈다. 262고지와 몽오르멜의 폴란드군을 소탕하기 위해 제352보병사단과 제2SS기갑사단 휘하의 부대들이 추가 병력으로 배치되어 폴란드 제1기갑사단에 큰 피해를 입혔지만, 폴란드군은 독일군의 공격을 격퇴했다. 연속된 공격으로 인해 폴란드군의 탄약은 바닥난 상황이었고, 262고지와 몽오르멜에 있던 폴란드군은 극심한 피로에 시달렸다.

### 포위망 봉쇄

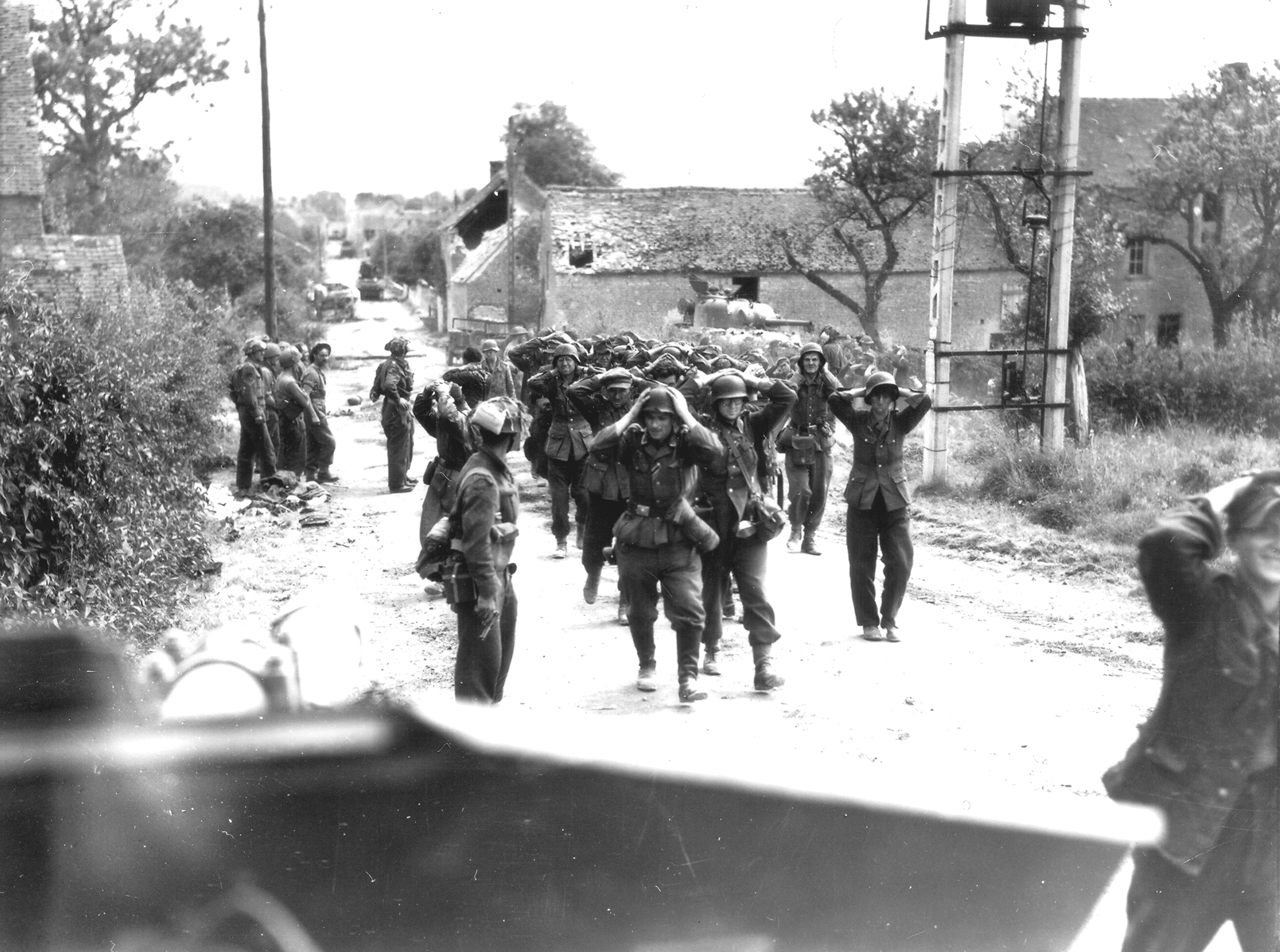
1944년 8월 21일 생람베르에서 연합군에 항복하는 독일군

탄약 부족과 부대원의 극심한 피로에도 불구하고, 폴란드군은 후퇴하는 독일군에게 지속적으로 정확한 포격을 가했다.  8월 21일까지 262고지와 몽오르멜 일대에서 폴란드군과 독일군의 전투가 이어졌으나, 8월 21일 오후 1시에 제4캐나다기갑사단에서 지원부대가 스테파노비치 전투단을 구원하러 오면서 262고지 전투와 트랙터블 작전은 끝났다. 제2제2SS기갑사단과 제9SS기갑사단의 남은 병력은 센강을 따라 후퇴했다.
트랙터블 작전은 끝났지만, 포위망을 완전히 봉쇄한 것은 미국 제3군이 북상했기 때문에 가능한 일이었다. 미국 제3군 예하 제90보병사단은 폴란드군과 함께 샹부아를 점령했고, 미국 제3군의 또 다른 예하부대였던 프랑스 제2기갑사단은 트러를 공격하고 팔레즈 포위망 남동부의 독일군을 소탕했다.

## 여파

### 분석
1944년 8월 21일 저녁 무렵, 팔레즈 포위망에 갇힌 대부분의 독일군이 항복했다. 노르망디 전역 내내 캐나다군에게 심각한 피해를 입혔던 독일군 대부분은 파괴되었다. 기갑교도사단과 제9SS기갑사단 호엔슈타우펜은 이름만 남아있었다. 제12SS기갑사단 히틀러유겐트는 기갑 전력의 94%, 야전포의 대부분, 그리고 차량의 70%를 잃었다. 특히 제2SS기갑사단 다스 라이히와 제12SS기갑사단 등 일부 독일군은 대부분의 차량 장비를 잃었음에도 불구하고 센강을 향해 동쪽으로 탈출하는 데 성공했다. 팔레즈 포위망에서 포로로 잡힌 독일군 병력은 보수적으로 50,000명에 육박하는 것으로 추정되지만, 일부 추정치에 따르면 포위망 내 독일군 총 손실은 최대 200,000명에 달한다. 8월 23일까지, 제7군의 잔여 병력은 파리를 방어하기 위해 센강을 따라 참호에 몸을 숨겼다. 동시에 B 집단군의 일부 병력(예: 제15군과 제5기갑군)은 남쪽에서 미군과 교전하기 위해 이동했다. 다음 주, 제1캐나다군은 해협 항구로 진격하기 위해 센강에 있는 독일군을 공격했다. 8월 23일 저녁, 프랑스군과 미군이 파리에 입성했다.

### 사상자

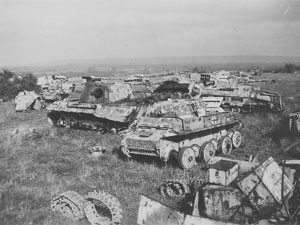

8월 초의 연속적인 공세로 인해 트랙터블 작전의 정확한 캐나다군 사상자 수는 알려져 있지 않다. 토털라이즈 작전과 트랙터블 작전의 손실은 5,500명으로 추정된다. 트랙터블 작전 중 독일군 사상자 역시 불확실하다. 팔레즈 포위망 내 사상자에 대한 대략적인 수치는 있지만 캐나다군의 트랙터블 작전 동안의 사상자 수는 알 수 없다. 팔레즈 포위전 이후, 독일 제7군은 50,000명에서 200,000명 이상의 병력, 200대 이상의 전차, 1,000문의 포, 그리고 5,000대의 다른 차량을 잃어 심각하게 약화되었다. 262고지 주변 전투에서 독일군은 2,000명이 사망하고 5,000명이 포로로 잡혔으며, 55대의 전차, 152대의 기타 장갑차, 44문의 포를 잃었다. 트랙터블 작전(8월 22일까지)의 폴란드군 사상자는 1,441명으로, 이 중 325명이 사망(장교 21명 포함), 1,002명이 부상(장교 35명 포함), 114명이 실종되었으며, 여기에는 8월 14일부터 18일까지 샹부아 및 오르멜 작전 이전에 잃은 263명이 포함된다.

### 전투 명예
영국 및 영연방의 전투 명예 체계에서, 트랙터블 작전(8월 7일부터 22일까지의 팔레즈 전투 명예에 포함됨) 참가는 1957년, 1958년, 1959년에 8월 14일부터 17일까지의 라이손(또는 캐나다 부대의 경우 "더 라이손"), 8월 18일부터 22일까지의 샹부아, 8월 19일부터 22일까지의 생람베르 쉬르 디브 전투 명예 수여로 인정되었다.

### 내용주
1. ↑  자리모비츠는 4개의 전투단이라고 명시했으나, 다른 사료들은 이 수치를 지지하지 않는다.[17]
2. ↑  자리모비츠는 262고지 기슭에 2개의 전투단이 있었다고 주장한다.[21]